# Gare de Summit
La Gare de Summit est une gare ferroviaire des États-Unis, située à Summit dans l'État de l'Illinois.

## Situation ferroviaire
La gare est située sur l'Heritage Corridor (Heritage Corridor Line (HC)) du réseau Metra entre Chicago et Joliet.

## Service des voyageurs

### Desserte
- Ligne d'Amtrak:
  - Le Lincoln Service: Saint-Louis - Chicago
- Metra
  - Heritage Corridor

### Intermodalité
Summit est la gare Amtrak et Metra la plus proche de l'aéroport Midway.